# Thank You for the Venom
"Thank You for the Venom"는 마이 케미컬 로맨스의 두 번째 음반 《Three Cheers for Sweet Revenge》에서 9번째 트랙이자 첫 번째 싱글 음반이다. 유럽에서 라디오 방송용으로 싱글로 발매되었으며 또한 이 음반은 마이 케미컬 로맨스의 5번째 싱글 음반이다.

## 수록곡

### CD
1. "Thank You for the Venom" - 3:43
2. "웹사이트 특별 수록 CD 컨텐츠"

### 레코드판
1. "Thank You for the Venom" - 3:43
2. "Jack the Ripper" - 4:02

## 관련 이야기
- EA 스포츠의 게임 《Need for Speed Underground Rivals》에 수록되었다.
- 첫 번째 음반 《I Brought You My Bullets, You Brought Me Your Love》 속지에 "Merci Pour le Venin" 이라고 적혀있는데 이는 프랑스어로 "Thank You for the Venom" 을 의미한다.
- 노래의 첫 소절인 "Sister, I'm not much a poet, but a criminal" 은 모리세이의 "Sister, I'm a Poet" 을 참조했다. 제라드 웨이는 모리세이가 자신에게 영향을 끼친 인물 중 하나라고 했었으며 마이 케미컬 로맨스는 또한 모리세이의 곡인 "Jack the Ripper"를 커버했었다.
- 밴드가 노래 작업을 시작한 때가 제라드 웨이가 만든 "Thank You for the Venom" 이라 쓰여진 셔츠를 보고 노래 제목으로 선정하였다.